# Dirofilaria repens
Der Fadenwurm Dirofilaria repens ist ein Parasit des Unterhautgewebes von Hunden. Als Zwischenwirt und Überträger fungieren Stechmücken. Das Hauptverbreitungsgebiet des Parasiten ist Südeuropa, zunehmend werden jedoch nördlichere Teile besiedelt. Er verursacht die Kutane Dirofilariose, eine der Fadenwurminfektionen des Hundes; ein Befall des Menschen ist ebenfalls möglich.

## Morphologie
Erwachsene weibliche Tiere haben eine Länge von 13–17 cm und eine Breite von 460–650 μm, männliche Tiere sind kürzer, sie sind 5–7 cm lang.
L1-Larven, die von den weiblichen Tieren abgegeben werden, sind 330–370 μm lang und 6–8 μm breit. Ausgewachsene Würmer zeigen typische erhöhte Längsstreifen in der Cuticula, der obersten Hautschicht. Die Streifen haben einen Abstand von 4–24 μm.
Beim weiblichen Tier befindet sich die Vulva etwa 1800 μm vom Kopfende entfernt. Der Anus liegt etwa 100 μm vor dem Schwanzende. Beide Geschlechter haben unscheinbare Kopfpapillen. Am Schwanzende des Männchens befinden sich zwei kleine Schwanzflügel, die preanale und die postanale Papille sowie zwei asymmetrische Spicula, die Begattungsorgane.

## Lebenszyklus

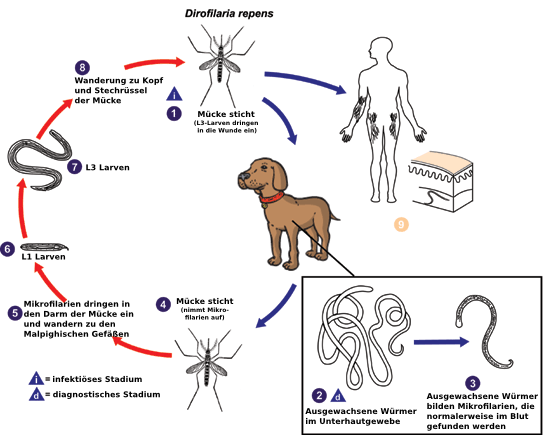
Lebenszyklus von Dirofilaria repens

Stechmücken nehmen mit dem Blut befallener Wirte infektiöse Larven (Mikrofilarien) auf. In der Stechmücke entwickeln sie sich zu Drittlarven. Die Dauer dieses Entwicklungsprozesses ist temperaturabhängig und kann von 8–10 Tagen bei 28–30 °C, 11–12 Tagen bei 24 °C und 16–20 Tagen bei 22 °C betragen. Beim Saugakt werden Drittlarven auf den neuen Wirt übertragen. Dort entwickeln sie sich zu ausgewachsenen Würmern, die das Unterhautgewebe besiedeln, sich paaren und ihrerseits wieder Mikrofilarien bilden, die im Blut befallener Wirte nachweisbar sind. Die Präpatenz ist mit 27–34 Wochen vergleichsweise lang. Dirofilaria repens kann bis zu 7 Jahre im Körper der Wirte verweilen.

## Wirte und Vektoren
Der Hauptwirt von Dirofilaria repens sind Haushunde, in ihrem Körper entwickeln sich die Parasiten zu geschlechtsreifen Tieren, paaren sich und bringen Larven (Mikrofilarien) hervor. Im Blut infizierter Katzen und wildlebender Carnivora wie Füchse können nur selten Mikrofilarien nachgewiesen werden. Im Menschen paaren sich die Würmer normalerweise nicht und vermehren sich folglich nicht.
Als Vektoren (Überträger und Zwischenwirte) wurden zahlreiche Mückenarten nachgewiesen.

## Klinisches Bild
Der Befall mit D. repens verursacht gelegentlich Hautknoten, Schwellungen, Juckreiz, Abszesse und Haarausfall, verläuft aber oft auch völlig ohne klinische Symptome. Zur Diagnose kann die Saure-Phosphatase-Reaktion angewendet werden. Bisher ist ein Einzelfall bekannt geworden, wo eine Infektion mit D. repens bei einem 45-jährigen Mann zu einer Meningoenzephalitis geführt hat. Am 9. November 2013 berichtete Spiegel Online über einen Fall, wo ein Auge befallen war.

## Ausbreitung der Endemiegebiete in Europa nach Norden
Dirofilaria repens kommt vor allem in Süd-, im südlichen Ost- und Westeuropa sowie in weiten Teilen Asiens und Afrikas vor. In Griechenland wurden bei Haushunden Befallsraten zwischen 7 und 22 %, in Sizilien von 2,3 % und in Frankreich von 1,3 % ermittelt. In den USA, Japan und Australien ist der Parasit nicht heimisch.
Bis zum Ende des zwanzigsten Jahrhunderts war Dirofilaria repens in Europa vor allem im Mittelmeerraum heimisch und Erkrankungsfälle in nördlicheren Regionen waren eine Folge von Reisen in diese Gebiete. In den ersten zehn Jahren danach gab es jedoch zunehmend Berichte über Fälle von vor Ort erworbenen Infektionen in Nordosteuropa. Neben der Luftfeuchtigkeit ist die Temperatur ein wesentlicher Faktor, der die Entwicklung der Larven in der Mücke beeinflusst. Klimatische Veränderungen sind dafür verantwortlich, dass seit 2001 in Brandenburg (bis zum Verfassen der Publikation mit dem Bericht darüber im Jahr 2012) die Bedingungen für die Entwicklung der Larven von Dirofilaria repens in Mücken gegeben sind. Ein weiterer wichtiger Faktor bei der Verbreitung sind infizierte Hunde, die aus den Endemiegebieten in nördlichere Länder gebracht werden, und Hunde, die sich bei Reisen in Endemiegebiete infiziert haben. Sie sorgen dafür, dass Mücken Larven aufnehmen können und den Parasiten verbreiten können. Der Mensch kann als Fehlwirt von Dirofilaria repens dienen. Während der Parasit vorher nicht in einheimischen Stechmückenarten nachgewiesen wurde, berichtete das Bernhard-Nocht-Institut für Tropenmedizin 2013, dass diese Filarienart in mehreren Stechmückenfängen im Raum Eberswalde in Brandenburg in den Jahren 2011 und 2012 gefunden wurde. 2014 wurde erstmals ein Fall kutaner Dirofilariose bei einem Mann in Sachsen-Anhalt nachgewiesen, der sich nie im südlichen Europa aufgehalten hatte. Diese Funde legen den Verdacht nahe, dass die bisher in Südeuropa beheimatete Filarienart mittlerweile auch in einigen Gebieten Mitteleuropas heimisch geworden ist.